# Чебенлі
Чебенлі́ (рос. Чебенли, башк. Себенле) — село у складі Альшеєвського району Башкортостану, Росія. Адміністративний центр Чебенлинської сільської ради.
Населення — 290 осіб (2010; 356 в 2002).
Національний склад:
- башкири — 100 %